# Korfbal League 2024/25
De Korfbal League 2024/25 is de 20e editie van de Korfbal League, de hoogste Nederlandse korfbalcompetitie. In dit seizoen spelen 10 teams.
In dit seizoen is Kenonz de hoofdsponsor van de Korfbal League. Hierdoor heet de competitie officieel de Kenonz Korfbal League.

## Teams
| Club                   | Plaats                 | Coach                              |
| ---------------------- | ---------------------- | ---------------------------------- |
| DVO/Transus            | Bennekom               | Richard van Vloten                 |
| Fortuna                | Delft                  | Joost Preuninger & Damien Folkerts |
| KZ/Keukensale.com      | Koog aan de Zaan       | Tim Bakker                         |
| LDODK/Rinsma Modeplein | Gorredijk              | Jan Niebeek                        |
| PKC/Vertom             | Papendrecht            | Wim Scholtmeijer & Jennifer Tromp  |
| DOS'46/VDK Groep       | Nijeveen               | Henk Jan Mulder & Friso Boode      |
| AKC Blauw-Wit          | Amsterdam              | Barry Schep & Mark van der Laan    |
| HKC/Creon Kozijnen     | Hardinxveld-Giessendam | Erik van Brenk & Niels Mastijn     |
| Unitas/Perspectief     | Harderwijk             | Marc Houtman                       |
| KCC/CK Kozijnen        | Capelle aan den IJssel | Henno Ploeg & Arthur Carolus       |

## Transfers in het off-season
| Speler           | van        | naar                                  |
| ---------------- | ---------- | ------------------------------------- |
| Richard Kunst    | PKC/Vertom | HKC                                   |
| Randy Oosting    | KCC        | PKC/Vertom                            |
| Fabiënne van Erk | Fortuna    | HKC                                   |
| Sanne Alsem      | KCC        | KV Die Haghe (niet in Korfbal League) |
| Koen Collée      | KCC        | Nieuwerkerk (niet in Korfbal League)  |
| Sabine Verhoef   | Unitas     | LDODK                                 |

## Seizoen
In de reguliere competitie speelt elk team 1 uit- en thuiswedstrijd tegen elk ander team. Na deze 18 speelrondes volgen de play-offs en play-down.
Voor de play-offs plaatsen de nummers 1 t/ 4 in een best-of-3 serie voor een plaats in de finale.
De nummer 9 plaatst zich voor de play-down tegen de de nummers 2 t/m 4 van Korfbal League 2. De nummer 10 degradeert direct naar de Korfbal League 2.
| pos | club                   | gs | w  | g | v  | pnt | dv  | dt  | ds   |
| --- | ---------------------- | -- | -- | - | -- | --- | --- | --- | ---- |
| 1.  | DVO/Transus            | 18 | 14 | 1 | 3  | 29  | 448 | 359 | +89  |
| 2.  | Fortuna                | 18 | 14 | 0 | 4  | 28  | 422 | 362 | +60  |
| 3.  | LDODK/Rinsma Modeplein | 18 | 13 | 1 | 4  | 27  | 446 | 369 | +77  |
| 4.  | PKC/Vertom             | 18 | 10 | 1 | 7  | 21  | 445 | 396 | +49  |
| 5.  | KZ/Keukensale.com      | 18 | 8  | 3 | 7  | 19  | 442 | 421 | +21  |
| 6.  | AKC Blauw-Wit          | 18 | 9  | 1 | 8  | 19  | 384 | 378 | +6   |
| 7.  | DOS'46/VDK Groep       | 18 | 6  | 2 | 10 | 14  | 364 | 393 | -29  |
| 8.  | Unitas/Perspectief     | 18 | 5  | 2 | 11 | 12  | 335 | 398 | -63  |
| 9.  | HKC/Creon Kozijnen     | 18 | 5  | 0 | 13 | 10  | 349 | 429 | -80  |
| 10. | KCC/CK Kozijnen        | 18 | 0  | 1 | 17 | 1   | 325 | 455 | -130 |

| Thuis \ Uit            | BLW   | DOS   | DVO   | FOR   | HKC   | KCC   | KOZ   | LDO   | PKC   | UNI   |
| ---------------------- | ----- | ----- | ----- | ----- | ----- | ----- | ----- | ----- | ----- | ----- |
| AKC Blauw-Wit          | —     | 26–17 | 22–26 | 24–23 | 19–20 | 28–14 | 19–24 | 20–14 | 23–21 | 23–18 |
| DOS'46/VDK Groep       | 18–18 | —     | 19–31 | 18–22 | 17–22 | 24–14 | 19–15 | 21–26 | 21–26 | 25–22 |
| DVO/Transus            | 22–18 | 27–21 | —     | 21–17 | 17–19 | 30–13 | 30–21 | 24–23 | 23–27 | 38–14 |
| Fortuna                | 24–19 | 16–14 | 18–19 | —     | 25–17 | 24–15 | 32–25 | 23–19 | 23–19 | 27–19 |
| HKC/Creon Kozijnen     | 20–23 | 22–32 | 28–29 | 16–19 | —     | 23–22 | 18–32 | 16–31 | 21–30 | 12–16 |
| KCC/CK Kozijnen        | 17–18 | 18–20 | 18–25 | 19–25 | 21–22 | —     | 16–31 | 20–28 | 20–31 | 26–26 |
| KZ/Keukensale.com      | 26–21 | 24–21 | 22–22 | 27–30 | 27–20 | 27–21 | —     | 27–30 | 23–32 | 18–20 |
| LDODK/Rinsma Modeplein | 24–18 | 26–18 | 21–19 | 25–27 | 28–18 | 29–15 | 26–26 | —     | 29–27 | 14–12 |
| PKC/Vertom             | 26–16 | 24–25 | 20–21 | 24–22 | 18–17 | 25–19 | 28–28 | 24–27 | —     | 24–18 |
| Unitas/Perspectief     | 24–29 | 14–14 | 18–24 | 22–25 | 23–18 | 19–17 | 16–19 | 14–26 | 20–19 | —     |

## Play-offs & Finale
|  | Play-offs | Play-offs | Play-offs | Play-offs | Play-offs |    |     | Finale | Finale | Finale | Finale | Finale |
|  |           |           |           |           |           |    |     |        |        |        |        |        |
|  | 1         | DVO       | 25        | 16        |           |    |     |        |        |        |        |        |
|  | 4         | PKC       | 27        | 20        |           |    |     |        |        |        |        |        |
|  | 4         | PKC       | 27        | 20        |           | 4  | PKC | 21     |        |        |        |        |
|  |           |           |           |           |           | 4  | PKC | 21     |        |        |        |        |
|  |           | 2         | Fortuna   | 17        |           |    |     |        |        |        |        |        |
|  | 2         | 2         | Fortuna   | 17        | Fortuna   | 24 | 19  | 25     |        |        |        |        |
|  | 2         |           |           |           | Fortuna   | 24 | 19  | 25     |        |        |        |        |
|  | 3         | LDODK     | 18        | 25        | 18        |    |     |        |        |        |        |        |

| Kampioen van Nederland 2024-2025 |
| -------------------------------- |
| PKC/Vertom Zesde Titel           |

## Promotie/Degradatie
De promotie vanuit Korfbal League 2 en naar de Korfbal League gaat als volgt: de winnaar van de Korfbal League 2 Finale promoveert direct naar de Korfbal League. De nummer 10 van de Korfbal League degradeert direct naar de Korfbal League 2. 
De nummer 9 van de Korfbal League mengt zich met de nummers 2, 3 en 4 van de Korfbal League 2 om te bepalen wie er blijft/promoveert.
|  | Play-offs | Play-offs | Play-offs | Play-offs | Play-offs |    |     | Finale | Finale | Finale | Finale | Finale |
|  |           |           |           |           |           |    |     |        |        |        |        |        |
|  | KL9       | HKC       | 18        | 23        | 17        |    |     |        |        |        |        |        |
|  | 4         | AW.DTV    | 17        | 26        | 13        |    |     |        |        |        |        |        |
|  | 4         | AW.DTV    | 17        | 26        | 13        |    | KL9 | HKC    | 20     |        |        |        |
|  |           |           |           |           |           |    | KL9 | HKC    | 20     |        |        |        |
|  |           | 3         | DSC       | 25        |           |    |     |        |        |        |        |        |
|  | 2         | 3         | DSC       | 25        | TOP (S)   | 20 | 17  |        |        |        |        |        |
|  | 2         |           |           |           | TOP (S)   | 20 | 17  |        |        |        |        |        |
|  | 3         | DSC       | 22        | 24        |           |    |     |        |        |        |        |        |

## Prijzen
Aan het eind van het seizoen worden de League prijzen uitgedeeld, zie hier het overzicht:
| Award                      | Winnaar                           | Club                    |
| -------------------------- | --------------------------------- | ----------------------- |
| Beste Speler               | Olav van Wijngaarden              | PKC/Vertom              |
| Beste Speelster            | Fleur Hoek                        | Fortuna                 |
| Beste coach                | wim Scholtmeijer & Jennifer Tromp | PKC/Vertom              |
| ERIMA beste arbitrage      | Marcel Luttik & Joeri Kok         |                         |
| Beste Nieuwkomer (man)     | Jorien Jordaan                    | PKC/Vertom              |
| Beste Nieuwkomer (vrouw)   | Marije Visser                     | LDODK/Rinsma Modelplein |
| Beste Speler van de Finale | Jorien Jordaan                    | PKC                     |

## Trivia
- Op 4 december 2024 maakte HKC bekend direct de samenwerking te stoppen met coach Erik van Brenk. Peter Kamsteeg verving hem ad interim
- LDODK speelde zijn thuiswedstrijden niet in de eigen hal, maar in de hal van KV Drachten